# Григоросово
Григоросово (укр. Григоросове) — село,
Артельный сельский совет,
Лозовский район,
Харьковская область, Украина.
Код КОАТУУ — 6323980503. Население по переписи 2001 года составляет 3 (1/2 м/ж) человека.

## Географическое положение
Село Григоросово находится на расстоянии в 4 км от реки Орелька (левый берег).
На расстоянии в 2 км расположены сёла Михайловка, Федоровка и Мирное.
По селу протекает пересыхающий ручей с запрудами.

## История
- 1819 — дата основания.